# Star Wars: The Clone Wars (televisieserie)
Star Wars: The Clone Wars is een Amerikaanse animatieserie bedacht door George Lucas en geproduceerd door Lucasfilm Animation, Lucasfilm en CGCG Inc. Dave Filoni was de supervising director.

## Achtergrond
De serie begon met een gelijknamige bioscoopfilm. De serie speelt zich af in het Star Wars universum tussen Episode II: Attack of the Clones en Episode III: Revenge of the Sith en in dezelfde periode als de tekenfilmserie Clone Wars.
De televisieserie liep oorspronkelijk van 2008 tot en met 2013 met vijf seizoenen. In Nederland werden deze afleveringen vanaf 13 februari 2009 uitgezonden met Nederlandse nasynchronisatie op Cartoon Network. Hiernaast werd het eerste seizoen vanaf 14 februari 2009 door RTL 5 uitgezonden in de originele taal. Deze vijf seizoenen zijn uitgebracht in Nederland op dvd en blu-ray en bevatten beide nasynchronisaties. 
De serie kwam tot een plotseling eind nadat Lucasfilm werd overgenomen door Disney. Een reeks van 13 afleveringen die al geproduceerd waren werden onder de noemer The Lost Missions als zesde seizoen uitgebracht op Netflix in 2014. Vervolgens werd een nieuwe serie gemaakt: Star Wars Rebels.
In 2020, zes jaar na de laatste reeks, werd alsnog een nieuw seizoen uitgebracht op Disney+. Dit zevende seizoen met 12 afleveringen dient als definitieve afsluiting.

## Afleveringen
Zie: Lijst van afleveringen met Nederlandse titels.

## Rolverdeling
| Personage                                              | Engelse stem                                     | Nederlandse stem                                       |
| ------------------------------------------------------ | ------------------------------------------------ | ------------------------------------------------------ |
| Anakin Skywalker                                       | Matt Lanter                                      | Pim Veth                                               |
| Obi-Wan Kenobi                                         | James Arnold Taylor                              | Edward Reekers                                         |
| Ahsoka Tano                                            | Ashley Eckstein                                  | Rosanne Thesing Kirsten Fennis Fleur van de Water      |
| Yoda                                                   | Tom Kane                                         | Ruud Drupsteen                                         |
| Padmé Amidala                                          | Catherine Taber                                  | Jannemien Cnossen Laura Vlasblom                       |
| Captain Rex                                            | Dee Bradley Baker                                | Jim de Groot                                           |
| Mace Windu                                             | Terrence "T.C." Carson                           | Marcel Jonker                                          |
| Count Dooku / Darth Tyranus                            | Corey Burton                                     | Pim Koopman Marcel Jonker Hero Muller Victor van Swaay |
| General Grievous                                       | Matthew Wood                                     | Frans Limburg Marcel Jonker                            |
| Emperor Palpatine / Darth Sidious                      | Ian Abercrombie (2008-2014) Tim Curry(2012-2014) | Timo Bakker Victor Smits van Waesberghe Leo Richardson |
| Darth Maul                                             | Sam Witwer                                       | Hero Muller Jelle Amersfoort                           |
| C-3PO                                                  | Anthony Daniels                                  | Rolf Koster                                            |
| Jar Jar Binks                                          | Ahmed Best                                       | Marc Nochem                                            |
| Asajj Ventress                                         | Nika Futterman                                   | Hetty Heyting                                          |
| Savage Opress                                          | Clancy Brown                                     | Marcel Jonker                                          |
| Cad Bane                                               | Corey Burton                                     | Paul Klooté Victor Smits van Waesberghe Hero Muller    |
| Kit Fisto                                              | Phil LaMarr                                      | Alexander Lamur                                        |
| Plo Koon                                               | James Arnold Taylor                              | Sander de Heer Fred Meijer                             |
| Aayla Secura                                           | Jennifer Hale                                    |                                                        |
| Nute Gunray                                            | Tom Kenny                                        | Ruud Drupsteen                                         |
| Luminira Unduli                                        | Olivia d'Abo                                     | Laura Vlasblom                                         |
| Adi Gallia                                             | Angelique Perrin                                 |                                                        |
| Wullf Yularen                                          | Tom Kane                                         | Frans Limburg                                          |
| Aurra Sing                                             | Jaime King                                       | Laura Vlasblom                                         |
| Bail Organa                                            | Phil LaMarr                                      | Ruud Drupsteen                                         |
| Barriss Offee                                          | Meredith Salenger                                | Vivian van Huiden                                      |
| Boba Fett                                              | Daniel Logan                                     | Trevor Reekers                                         |
| Hondo Ohnaka                                           | Jim Cummings                                     | Sander de Heer Fred Meijer                             |
| Jocasta Nu                                             | Flo Di Re                                        | Hetty Heyting                                          |
| Ki-Adi-Mundi                                           | Brian George                                     | Jeroen Keers                                           |
| Mon Mothma                                             | Kath Soucie                                      |                                                        |
| Pre Vizsla                                             | Jon Favreau                                      | Jeroen Keers                                           |
| Satine Kryze                                           | Anna Graves                                      | Hetty Heyting                                          |
| Todo 360                                               | Seth Green                                       | Rolf Koster                                            |
| Commandant Cody                                        | Dee Bradley Baker                                | Jim de Groot                                           |
| Shaak Ti                                               | Tasia Valenza                                    |                                                        |
| Lama Su                                                | Bob Bergen                                       | Fred Meijer                                            |
| Orn Free Taa                                           | Phil LaMarr                                      | Leo Richardson                                         |
| Jabba the Hutt                                         | Kevin Michael Richardson                         | Kevin Michael Richardson                               |
| Mas Amedda                                             | Stephen Stanton                                  | Frans Limburg                                          |
| Qui-Gon Jinn                                           | Liam Neeson                                      | Fred Meijer                                            |
| The Bad Batch (Echo, Hunter, Wrecker, Tech, Crosshair) | Dee Bradley Baker                                | Jim de Groot                                           |
| Wilhuff Tarkin                                         | Stephen Stanton                                  | Fred Meijer                                            |
| Bo-Katan Kryze                                         | Katee Sackhoff                                   | Peggy Vrijens                                          |
| Saw Gerrera                                            | Andrew Kishino                                   | Martin van der Starre                                  |
| Nala Se                                                | Gwendoline Yeo                                   | Edna Kalb                                              |
| Greedo                                                 | Tom Kenny                                        | Florus van Rooijen                                     |
| Quinlan Vos                                            | Al Rodrigo                                       |                                                        |
| Chewbacca                                              | Peter Mayhew                                     | Peter Mayhew                                           |
| Dengar                                                 | Simon Pegg                                       |                                                        |
| Embo                                                   | Dave Filoni                                      | Frans Limburg                                          |
| Darth Bane                                             | Mark Hamill                                      | Fred Meijer                                            |
| Kloontroopers                                          | Dee Bradley Baker                                | Jim de Groot                                           |
| Gevechtsdroids                                         | Matthew Wood                                     | Florus van Rooijen                                     |
| Verteller                                              | Tom Kane                                         | Jeroen Keers                                           |